# Centroscyllium
Centroscyllium – rodzaj ryb chrzęstnoszkieletowych z rodziny Etmopteridae.

## Rozmieszczenie geograficzne
Do rodzaju należą gatunki występujące w wodach oceanów – Spokojnego, Atlantyckiego i Indyjskiego.

## Morfologia
Długość ciała do 107 cm.

## Systematyka
Rodzaj zdefiniowała w 1841 roku para niemieckich ichtiologów Johannes Peter Müller i Jakob Henle w publikacji własnego autorstwa poświęconej systematyce spodoustych. Gatunkiem typowym jest (oznaczenie monotypowe) koleń czarny (C. fabricii). 

### Etymologia
- Centroscyllium: gr. κεντρον kentron ‘ostry koniec, kolec’; σκυλιον skulion ‘gatunek rekina’[5].
- Paracentroscyllium: gr. παρα para ‘blisko,  obok’[6]; rodzaj Centroscyllium Müller & Henle, 1841. Gatunek typowy (oznaczenie monotypowe): Paracentroscyllium ornatum Alcock, 1889.

### Podział systematyczny
Do rodzaju należą następujące gatunki:
- Centroscyllium excelsum Shirai & Nakaya, 1990
- Centroscyllium fabricii (Reinhardt, 1825) – koleń czarny[7]
- Centroscyllium granulatum Günther, 1887
- Centroscyllium kamoharai Abe, 1966
- Centroscyllium nigrum Garman, 1899
- Centroscyllium ornatum (Alcock, 1889)
- Centroscyllium ritteri Jordan & Fowler, 1903